# Штаде, Вильгельм
Вильге́льм Шта́де (нем. Friedrich Wilhelm Stade; 25 августа 1817, Галле — 24 марта 1902, Альтенбург) — немецкий дирижёр, органист и композитор.
Учился в Галле у Роберта Франца и в Дессау у Фридриха Шнайдера, затем работал там же дирижёром в театральной труппе Генриха Эдуарда Бетмана. В 1845 году занял пост музикдиректора в Йенском университете, по итогам многолетней работы на этой должности был удостоен философским факультетом степени почётного доктора. Одновременно с этим Штаде много выступал как органист в городском соборе Святого Михаила, особенно славясь своими импровизациями. С 1860 года — придворный капельмейстер герцога Саксен-Альтенбургского. Под наблюдением Штаде происходило возведение нового оперного театра, открывшегося в 1871 году оперой Карла Марии фон Вебера «Вольный стрелок». Под руководством Штаде в Альтенбурге был исполнен ряд произведений Гектора Берлиоза. С 1874 года Штаде сосредоточился исключительно на органном исполнительстве. В композиторском наследии Штаде наибольшей популярностью пользовались песни, ему принадлежит также симфоническая и театральная музыка, обработки сонат Иоганна Себастьяна Баха и Георга Фридриха Генделя. Совместно с Рохусом фон Лилиенкроном Штаде подготовил собрание «Песни и шпрухи времён позднего миннезанга» (нем. Liedern und Sprüchen aus der letzten Zeit des Minnesangs; Веймар, 1854). Имя Штаде носит улица в Йене.